# Viau (métro de Montréal)
Pour les articles homonymes, voir Viau.
Viau est une station sur la ligne verte du métro de Montréal située dans l'arrondissement Mercier–Hochelaga-Maisonneuve. Elle fut inaugurée le 6 juin 1976, lors du prolongement de la ligne verte jusqu'à Honoré-Beaugrand.

## Origine du nom
Elle a été nommée, comme le Boulevard Viau, en l'honneur de Charles-Théodore Viau, fabricant de biscuits.

## Réfection de la station
Les travaux ont débuté en janvier 2019 à la station et son atelier souterrain afin de moderniser la station, rendre la station accessible aux fauteuils roulants, et doubler la capacité de l'atelier. La STM a réalisé des travaux de réfection dont la construction de nouveaux bâtiments auxiliaires, le remplacement de la membrane d'étanchéité du toit souterrain de la station, la réfection des 4 escaliers fixes, le réaménagement de la ligne de perception, le remplacement des murs rideaux, l'éclairage refait, le remplacement des portes-papillon et l'installation de la nouvelle signalétique. Les ascenseurs sont mis en service le 30 novembre 2021, et le projet de réfection est terminé en fin d'année 2021.

## Lignes d'autobus
| Numéros | Noms                         | Service |
| ------- | ---------------------------- | ------- |
| 34      | Sainte-Catherine             | De Jour |
| 125     | Ontario                      | De Jour |
| 136     | Viau                         | De Jour |
| 353     | Lacordaire/Maurice-Duplessis | De Nuit |

## Édicules
- 4855, av. Pierre-de-Coubertin.

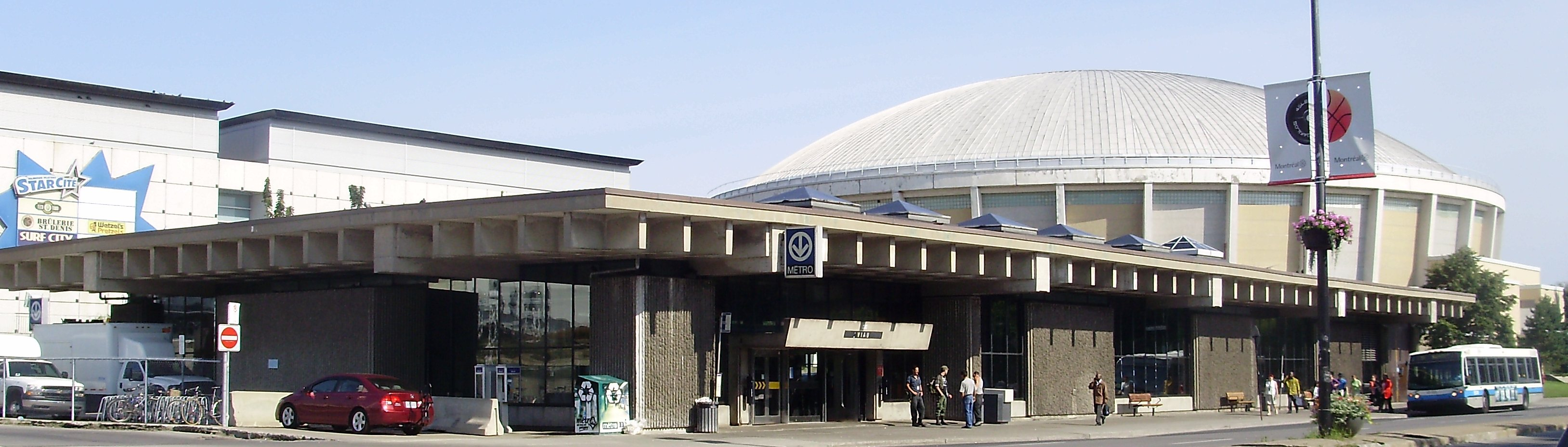
Édicule de la station

Cet unique édicule comporte deux sorties. Une vers la Rue Pierre-de-Coubertin et l'autre vers le Cinéma Star-Cité et le Parc Olympique.
Il contient aussi deux ascenseurs pour permettre les personnes à mobilités réduites de rejoindre les quais.
Une station de BiXi, des vélos en libre-service, se trouve à proximité proche de la rue Viau.

## Principales intersections à proximité
- av. Pierre-de-Coubertin / rue Théodore

## Centres d'intérêt à proximité

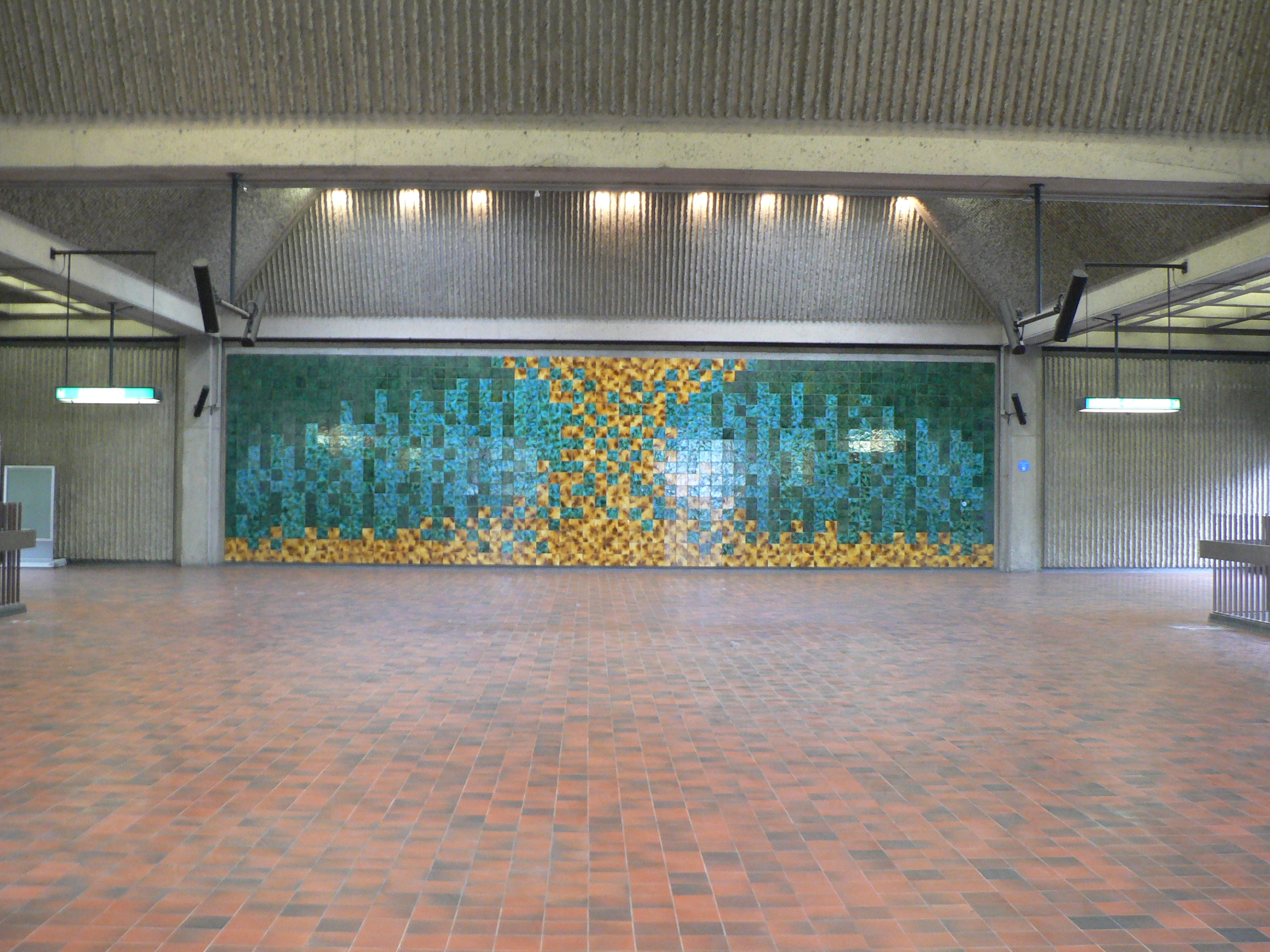
Intérieur de la station

- Stade olympique de Montréal
- Biodôme
- Aréna Maurice-Richard
- Centre Pierre Charbonneau
- Insectarium de Montréal
- Parc Maisonneuve
- Stade Saputo